# Achorophora obliqua
Achorophora obliqua är en insektsart som beskrevs av Brimblecombe 1957. Achorophora obliqua ingår i släktet Achorophora och familjen pansarsköldlöss. Inga underarter finns listade i Catalogue of Life.